# Pál Dávid (festő)
Pál Dávid (Szekszárd, 1952 –) magyar festőművész.

## Pályafutása
Iskoláit Mátészalkán végezte. a mátészalkai Esze Tamás Gimnáziumban kezdett foglalkozni a festészettel tanára, Fülöp Sándor hatására. Később katonaként az országos katonai festőművészek pályázatán harmadik helyezést ért el, festményei ekkor kerültek ki a kiállított művek közé. Több mestere is volt, köztük Pataki János festőművész, később pedig Marosvásárhelyen élő nagynénje férje, Szász Sándor festőművész is. Jelenleg Újpesten él, ahol Szunyoghy András grafikus főiskolai tanár, 2007-től pedig Simon M. Veronika (SMV 2000 Festőtanodája) diákja volt.
Tagja a KAZI 30 Alkotóműhelynek, a Krúdy Körnek is.
Budapesten és vidéken, többek között Mátészalkán is egyéni és csoportos kiállításon vett részt. Festményei nagyrészt vászonra és olajjal készülnek.